# Peter Wollny
Peter Wollny est un musicologue allemand, né le 29 juin 1961 à Sevelen, dans le district de Düsseldorf, en Allemagne. Il est un  spécialiste de Jean-Sébastien Bach, a travaillé pour les Bach-Archiv Leipzig à partir de 1993, et en a été le directeur de 2014 à 2019. Il a contribué à la Neue Bach-Ausgabe, et a édité les œuvres complètes de Carl Philipp Emanuel Bach.

## Biographie
Wollny a étudié la musicologie, l'histoire de l'art et les études allemandes à l'Université de Cologne de 1981 à 1987. Il a poursuivi ses études de musicologie à l'Université Harvard avec Christoph Wolff, Lewis Lockwood et Reinhold Brinkmann, où il a obtenu un doctorat en 1993 avec une thèse sur Wilhelm Friedemann Bach. Il a travaillé aux Bach-Archiv Leipzig à partir de 1993. À partir de 2001, il a été le référent de la bibliothèque des archives et le conservateur de la collection de manuscrits.
Wollny a passé son habilitation en 2009 à l'Université de Leipzig, écrivant des Études sur le changement de style dans la musique figurative protestante du milieu du XVIIe siècle. Il a été le directeur des Bach-Archiv Leipzig de 2014 à 2019 et a joué un rôle déterminant dans le retour de la partition manuscrite de O Ewigkeit, du Donnerwort (BWV 20) à Leipzig. Il est dramaturge du festival Bachfest Leipzig. Il est professeur à l'Université de Leipzig depuis 2014. Il a également enseigné régulièrement à Dresde, et en tant qu'invité à Weimar, ainsi qu'à l'Université des arts de Berlin et à l'Université Humboldt de Berlin. Il a reçu un doctorat honoris causa de l'Université d'Uppsala en 2020,.
Wollny a contribué à la Neue Bach-Ausgabe et a été membre de l'équipe de rédaction des œuvres complètes du fils de Bach, Carl Philipp Emanuel Bach. Il a été rédacteur en chef du Jahrbuch Mitteldeutsche Barockmusik à partir de 2002 et du Bach-Jahrbuch à partir de 2005. Ses publications portent sur la famille Bach et l'histoire de la musique des XVIIe et XVIIIe siècles.

## Publications

### En allemand
- Kantaten zum 3 und 4 Sonntag nach epiphanias, avec Ulrich Leisinger (en), Cassel, Bärenreiter, 1996. (BWV 73, BWV 72, BWV 14, BWV 111, BWV 156, BWV 81)
- Die Bach-Quellen der Bibliotheken in Brüssel, avec Ulrich Leisinger, Hildesheim, Olms, 1997.
- Toccaten, Cassel, Bärenreiter, 1999. (BWV 910-916)
- Die achtzehn grossen orgelchorale und canonische veranderungen uber Von Himmel Hoch, Laaber, Laaber-Verlag, 1999. (BWV 651-668, BWV 769)
- Kantaten Zum 2 und 3 Weihnachtstag, avec Alfred Dürr, Leipzig, Deutscher Verlag für Musik, 2000.
- Nun komm, der Heiden Heiland, Laaber, Laaber-Verlag, 2000. (BWV 61)
- Freie Orgelwerke und Choralpartiten aus unterschiedlicher Überlieferung, avec Ulrich Bartels, Cassel, Bärenreiter, 2003.
- Die Briefentwürfe des Johann Elias Bach (1705-1755), avec Evelin Odrich, Hildesheim, Olms, 2005.
- Bach-Facetten : Essays, Studien, Miszellen, avec Hans-Joachim Schulze, Leipzig, Evangelische Verlagsanstalt, 2017.

### En anglais
- Studies in the Music of Wilhelm Friedemann Bach : Sources and Style, University Microfilms International, Ann Arbor, 1993.
- Miscellaneous keyboard works II : Carl Philipp Emanuel Bach, Los Altos, Californie, The Packard Humanities Institute, 2005.
- Miscellaneous keyboard works I : Carl Philipp Emanuel Bach, Los Altos, Californie, The Packard Humanities Institute, 2006.